# NGC 5976
NGC 5976 is een lensvormig sterrenstelsel in het sterrenbeeld Draak. Het hemelobject werd op 6 mei 1850 ontdekt door Johnstone Stoney, assistent van de Ierse astronoom William Parsons.

## Synoniemen
- MCG 10-22-25
- ZWG 297.22
- PGC 55609